# Georges Marolleau
Pour les articles homonymes, voir Georges Marolleau.
Georges Marolleau, né le 9 juin 1901 à Blois et mort le 1er avril 1982 à Paris, est un prêtre français du diocèse de Blois, directeur général de L'Œuvre d'Orient du 1er février 1958 au 31 août 1978.

## Biographie
Georges René Joseph Marolleau est né le 9 juin 1901 à Blois du mariage de Joseph Louis Marolleau, cuisinier, et de Marie Françoise Gouin, couturière.
Il est ordonné prêtre à Angers le 29 juin 1927. En 1927, l’abbé Martin, directeur du Collège Stanislas, le nomme préfet du collège jusqu'en 1932, pendant qu’il prépare une licence de lettres à Paris.
Il y revient en octobre 1935. Pendant la Seconde Guerre mondiale, il est préfet de l'école préparatoire. Sous sa direction, l'école se replie au château de Rochefort des Yvelines. Recherché par la Gestapo, il se réfugie dans la clandestinité en 1943.
À la fin de la guerre, il est appelé par Mgr Charles Lagier à la direction de L'Œuvre d'Orient, où il reste jusqu’à sa mort en 1982.
Entre 1948 et 1952, il est envoyé au Canada par Mgr Charles Lagier pour fonder la branche canadienne de l’Œuvre, c'est là que l'écrivain et professeur canadien Raymond Barbeau fera sa connaissance. Lors de ce séjour, il est nommé prélat de sa Sainteté et vice-directeur général de l’Œuvre. En 1954, il crée un nouveau centre au Mexique. Le 16 mai 1956 il fêtait le Centenaire de L’Œuvre d’Orient puisqu’il faisait partie des rares artisans qui ont œuvré à sa réussite depuis plus que 30 ans. En 1958, à la suite de la mort de Mgr Lagier, il le remplace au poste de directeur général de L’Œuvre d’Orient.
Il meurt à Paris le 1er avril 1982,. La messe de requiem suivie de l’inhumation a lieu à Trémentines dans le diocèse d’Angers, le 5 avril.

## Distinctions
Georges Marolleau a reçu plusieurs distinctions et décorations :
- prélat d'honneur[9].
- Chorévêque de l’Église maronite ;
- Chanoine d’honneur de Varsovie et Woclawek ;
- Chanoine d’honneur de Smyrne ;
- Officier de l'ordre national de la Légion d'honneur ;
- Commandeur de l’ordre équestre du Saint-Sépulcre de Jérusalem ;
- Commandeur avec plaque de l’ordre de l'Étoile de Jordanie ;
- Officier de l'ordre national du Cèdre du Liban.